# 딩하이구

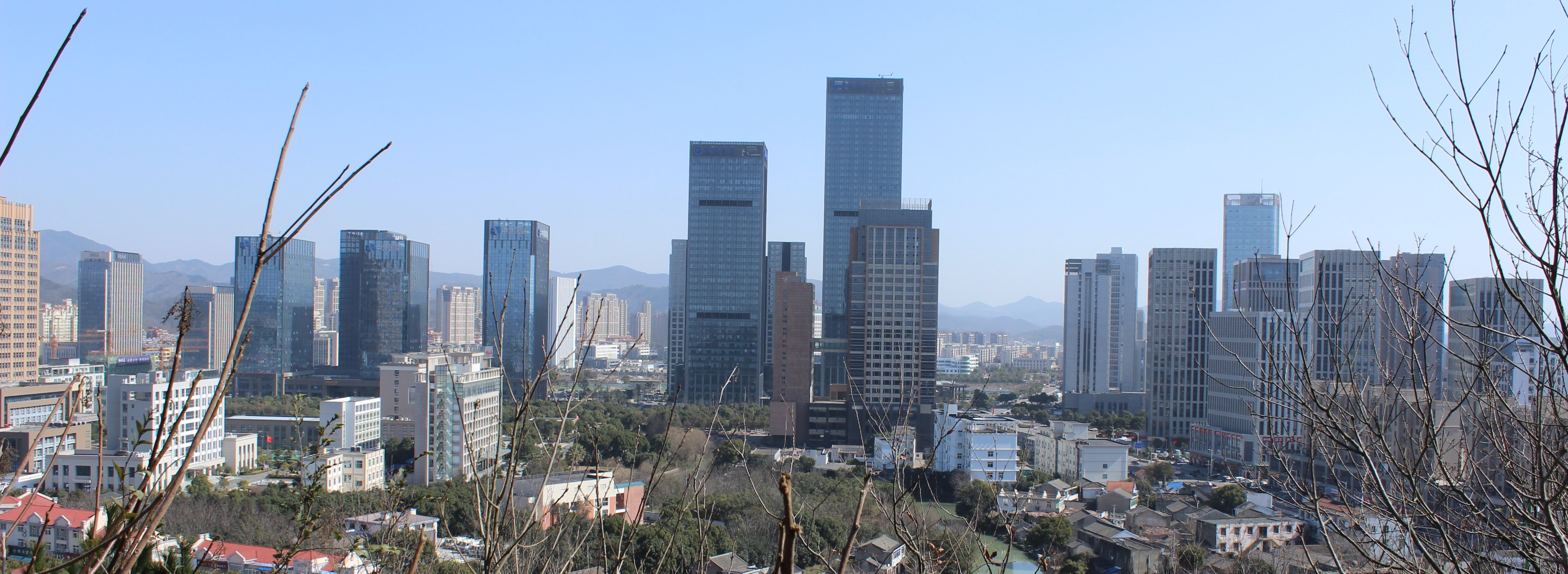

딩하이구(한국어: 정해구, 중국어: 定海区, 병음: Dìnghǎi Qū)는 중화인민공화국 저장성 저우산시의 현급 행정구역이다. 남동쪽의 더 큰 128개의 섬으로 이루어져있고 동쪽으로 푸퉈구와 접한다. 구의 경계는 북쪽으로 다이산현의 바다와 만나고 남서쪽 경계는 닝보시의 바다와 만난다. 넓이는 569km2이고, 인구는 2007년 기준으로 370,000명이다.

## 행정 구역
6개 가도, 7개 진, 3개 향을 관할한다.
- 가도: 解放街道, 环南街道, 昌国街道, 城东街道, 盐仓街道, 临城街道.
- 진: 双桥镇, 小沙镇, 金塘镇, 白泉镇, 岑港镇, 马岙镇, 干缆镇.
- 향: 长白乡, 册子乡, 北蝉乡.